# 備長炭

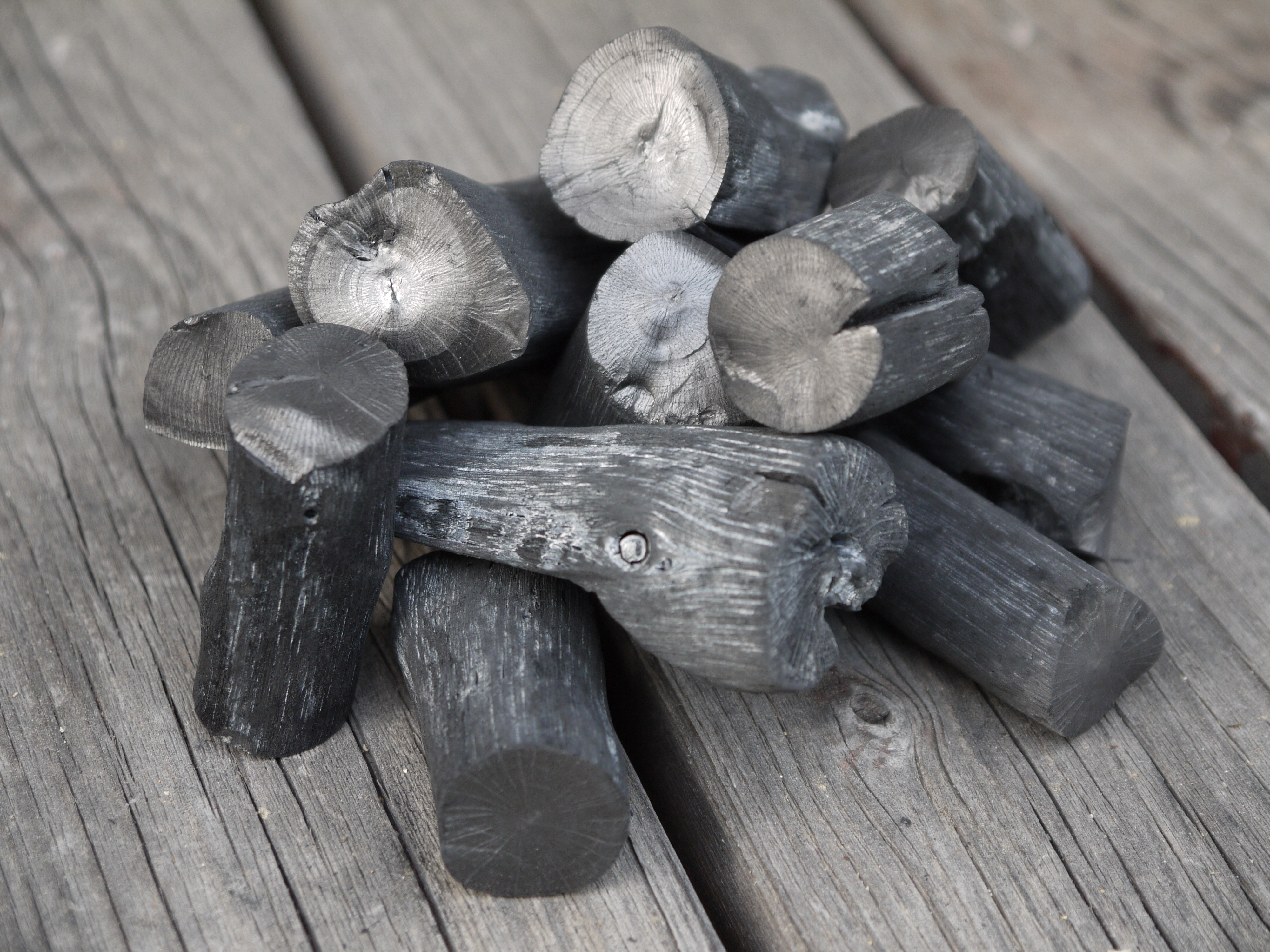
備長炭（ウバメガシ）

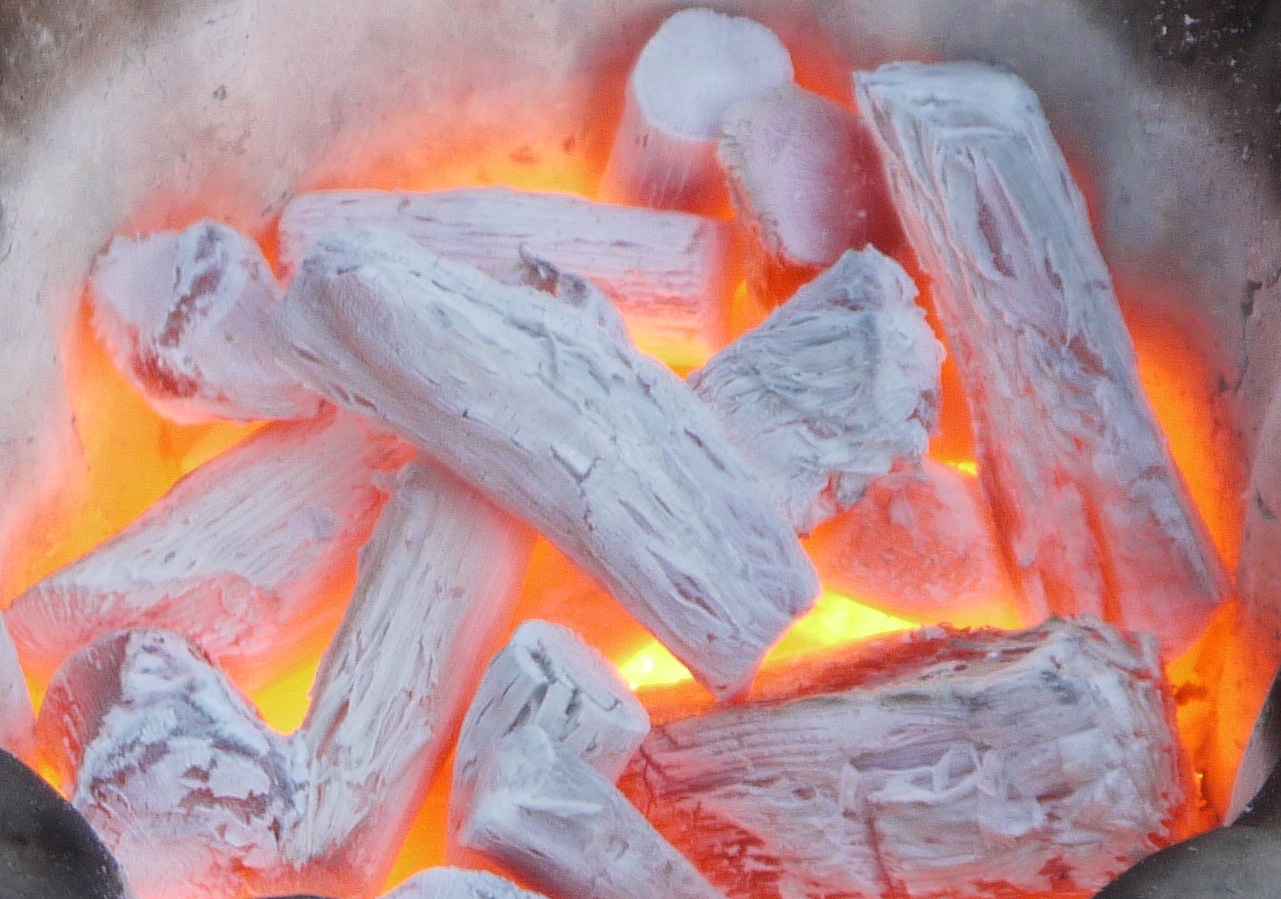
七輪で燃えている備長炭

備長炭（びんちょうずみ、びんちょうたん、びっちょうずみ、びっちょうたん）は木炭（白炭）の一種。
紀伊国田辺の商人備中屋長左衛門（びっちゅうや ちょうざえもん）が、ウバメガシを材料に作り販売を始めたことから、その名をとって「備長炭」の名がついた。現行の木炭の規格（2003年3月）では、ウバメガシを含むカシ類を窯外消火法により炭化したものを備長炭としている。

## 用途
製造時に高温で焼成されていることから炭素以外の木質由来の油やガス等の可燃成分の含有量は少なく、かつ長時間燃焼する。また炎や燻煙も出にくく調理に向いているとされる。
煙が少ない為、雑味が付きにくく、炭火焼を売り物にする料理屋（鰻屋、焼き鳥屋）などの燃料として使用される。樫による白炭を備長炭と呼ぶが、製法等が広く伝わって同様の製法を行う白炭に用いられる事もある。
燃料以外に、さまざまな用途に利用されている。備長炭は無数の小さな空洞（細孔）に様々な物質を取り込む（吸着）ことができる。白炭1g当たり200～250㎡（テニスコート約1面）の表面積がある。
備長炭は生活資材として飲料水浄化、入浴、調理、消臭等に、副産物の木酢液は害虫駆除等に使うことができる。これらの利用法の多くは、生活文化研究家の緑川礼子が開発したものである。
また、備長炭は普通の黒炭より硬く、叩くと金属音がするため、風鈴や炭琴（たんきん、木琴のように楽器として使う）に加工される。

## 産地・銘柄
- 紀州備長炭 - 紀州備長炭の製炭技術は和歌山県指定の無形民俗文化財[5]である。
- 土佐備長炭 - 2014年以降、備長炭を含む白炭の生産量は高知県が最も多い[6]。
- 日向備長炭
- 樵木備長炭

など